# 河北省教育厅
河北省教育厅是中华人民共和国河北省人民政府主管教育工作的组成部门，中共河北省委教育工作委员会与河北省教育厅合署办公，一个机构两块牌子。其主管全省教育行政工作，拟订全省教育改革与发展的政策和规划，起草有关教育的地方性法规、政府规章草案并组织实施。

## 机构设置
其机构设置包括办公室、政策法规处、财务处、发展规划处、基础教育处、职业教育与成人教育处、高等教育处、师范教育处、学生工作处、科学技术处、党建处、德育处、学生安全工作处、学生政治工作处、高校干部处、体育卫生艺术教育处（国防教育办公室）、国际合作与交流处（河北省汉语国际推广办公室）、教育督导处（河北省人民政府教育督导委员会办公室）、语言文字工作处、学位管理与研究生处（河北省人民政府学位委员会办公室）老年教育处、机关党委（人事处）、离退休干部处、校外教育培训监管处共23个处室，此外，河北省教育考试院、河北省教育科学研究院等事业单位直属于河北省教育厅。

## 丑闻
2021年6月，河北省教育厅公告显示燕山大学教授李子丰称可以用马克思主义哲学来推翻爱因斯坦的“相对论”，研究获河北省教育厅推荐自然科学奖。